# Kinds of Kindness
Kinds of Kindness és una pel·lícula de comèdia negra i ficció absurda del 2024 dirigida per Iorgos Lànthimos a partir d'un guió que va coescriure amb Efthimis Filippou. La pel·lícula és protagonitzada per Emma Stone, Jesse Plemons, Willem Dafoe, Margaret Qualley, Hong Chau, Joe Alwyn, Mamoudou Athie i Hunter Schafer.
Kinds of Kindness va tenir la seua estrena mundial al 77é Festival de Cannes el 17 de maig de 2024, i es va estrenar el 28 de juny de 2024.

## Argument
Kinds of Kindness, descrit com una "faula tríptica", consta de tres històries diferents. El primer segment, "The Death of R.M.F", segueix un home que busca fer-se càrrec del seu propi destí després de trencar amb el seu poderós cap. El segon, "R.M.F. is Flying", representa un home afectat per sospites que el seu cònjuge, que ha tornat recentment després de ser denunciat com a desaparegut, és un impostor. El segment final, "RMF Eats a Sandwich", gira al voltant de la tasca d'un cultista per trobar una persona específica amb la capacitat de ressuscitar els morts.

## Desenvolupament
Iorgos Lànthimos i Efthymis Filippou van escriure el guió de la pel·lícula, originalment titulada And, en desenvolupament amb Element Pictures i Film4, i Searchlight Pictures va acceptar distribuir la pel·lícula, que Lànthimos també dirigiria. Emma Stone, Jesse Plemons, Willem Dafoe i Margaret Qualley havien de protagonitzar la pel·lícula amb la intenció de començar el rodatge a Nova Orleans a l'octubre. L'octubre de 2022, Hong Chau, Joe Alwyn i Mamoudou Athie es van unir al repartiment. En una entrevista de febrer de 2023, Hunter Schafer va revelar que tenia "un petit cameo" a la pel·lícula.
El rodatge es va dur a terme a Nova Orleans del 24 d'octubre al 16 de desembre de 2022. Les tres històries del tríptic es van filmar adossades i cada història va trigar tres setmanes a completar-se. El desembre de 2023, la pel·lícula va ser retitulada Kinds of Kindness.